# Вирба (Смолянська область)
Ви́рба (болг. Върба) — село в Смолянській області Болгарії. Входить до складу общини Мадан.

## Населення
За даними перепису населення 2011 року у селі проживали 29 осіб.
Національний склад населення села:
| Національність   | Кількість осіб | Відсоток |
| ---------------- | -------------- | -------- |
| болгари          | 25             | 86,2%    |
| турки            | 4              | 13,8%    |
| цигани           | 0              | 0%       |
| інша             | 0              | 0%       |
| не визначились   | 0              | 0%       |
| Всього відповіли | 29             |          |

Розподіл населення за віком у 2011 році:
Динаміка населення: